# دانشگاه هوسون
دانشگاه هوسون یک دانشگاه خصوصی در بنگر، مین است. این دانشگاه مقاطع کارشناسی و کارشناسی ارشد را ارائه می‌دهد. در پاییز 2020 تعداد 3476 دانشجو شامل 799 دانشجوی کارشناسی ارشد در این دانشگاه ثبت نام کرده‌است.
دانشگاه هوسون یکی از سه دانشگاه در منطقه بانگور (دانشگاه مین در آگوستا و دانشگاه مین) و تنها دانشگاه خصوصی در این منطقه است.